# Голубок Максим Геннадійович
Максим Геннадійович Голубок (позивний «Альтаїр») — український військовослужбовець, полковник Національної гвардії України, учасник російсько-української війни, який відзначився у ході російського вторгнення в Україну. Із березня 2023 року – перший заступник командира – начальник штабу 13-ї бригади НГУ «Хартія». З квітня 2025 року – командир 13-ї бригади НГУ «Хартія». З липня 2025-го – начальник штабу корпусу «Хартія». 

## Життєпис
Максим Голубок народився 29 липня в місті Дніпро. Згодом із родиною переїхав до міста Миколаїв. Кандидат в майстри спорту, з дитинства займався спортом: призер обласних та всеукраїнських змагань з веслування на каное та триборства. 
У 2003 році закінчив Харківський військовий інститут внутрішніх військ МВС України (нині – Національна академія Національної гвардії України) із золотою медаллю.
До початку повномасштабного вторгнення 2022 року працював старшим викладачем кафедри тактико-спеціальної підготовки (підготовка командирів для підрозділів спеціального призначення НГУ) та заступником начальника кафедри оперативного мистецтва (підготовка офіцерів оперативного рівня) в Національній академії Національної гвардії МВС України.
Кандидат військових наук, доцент за кафедрою тактико-спеціальної підготовки. Учасник бойових дій. 
З березня 2022 року обіймав посади начальника розвідки Штабу оборони Харкова та начальника розвідки угруповання військ «Харків». Учасник Харківського контрнаступу. 
У жовтні 2022 року очолив розвідку тактичної групи «Карпати», яка виконувала бойові завдання в Соледарі та Бахмуті.

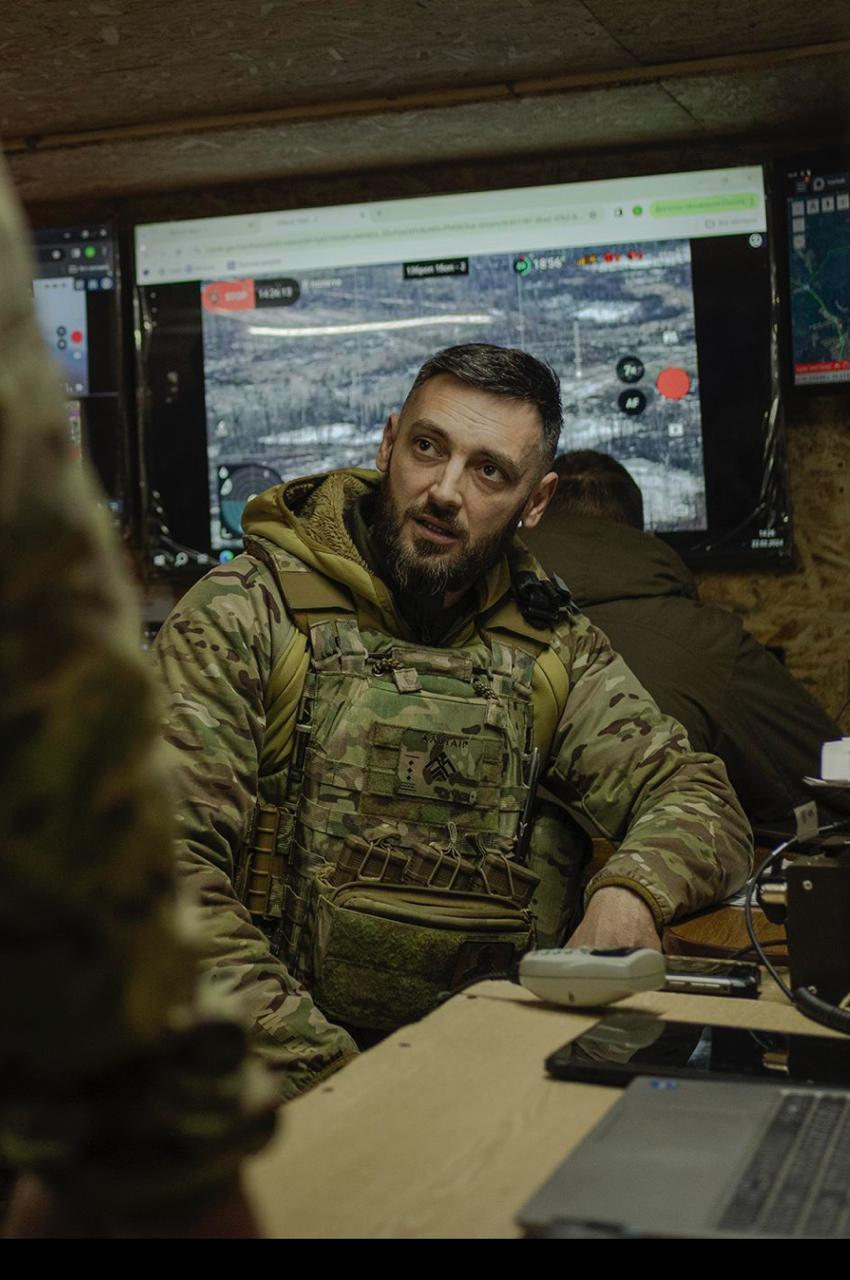
Полковник Максим «Альтаїр» Голубок

Від дня формування 13-ї бригади НГУ «Хартія» – перший заступник командира – начальник штабу. Із квітня 2025 року – командир бригади «Хартія». З липня 2025-го – начальник штабу корпусу «Хартія».  
Позивний «Альтаїр» – посилання на небесне тіло, найяскравішу зірку в сузір'ї Орла.

## Нагороди
- орден Богдана Хмельницького ІІ ступеня
- орден Богдана Хмельницького ІІІ ступеня
- Нагрудний знак Збройних сих України «Срібний хрест»
- Медаль «За оборону Харківщини»
- Відзнака Міністерства оборони України «Вогнепальна зброя»
- Відзнака Президента України «За участь в АТО»

## Військові звання
- полковник